# Taraxacum sugawarae
Taraxacum sugawarae là một loài thực vật có hoa trong họ Cúc. Loài này được Koidz. miêu tả khoa học đầu tiên năm 1934.